# Dinia merra
Dinia merra är en fjärilsart som beskrevs av Hans Daniel Johan Wallengren 1860. Dinia merra ingår i släktet Dinia och familjen björnspinnare. Inga underarter finns listade i Catalogue of Life.